# 52670 Alby
52670 Alby este o planetă minoră (asteroid), cu un diametru de 4,053 km, din centura de asteroizi. A fost descoperită pe 20 februarie 1998 la  de osservatorio San Vittore⁠(d). 
Obiectul prezintă o orbită caracterizată de o semiaxă mare de 2,9405269969896 UAi, o excentricitate de 0,054226038735936, o înclinație de 10,905476743013 ° în raport cu ecliptica.